# GAZ–MM
A GAZ–MM a Szovjetunióban a Gorkiji Autógyárban (GAZ) az 1930-as évek végétől az 1940-es évek végéig gyártott 1,5 tonna teherbírású tehergépkocsi. A Ford Model AA szovjet licencváltozatának, a GAZ–AA-nak a továbbfejlesztett változata. A második világháború kezdetekor több mint 150 ezer darab volt használatban a Vörös Hadseregben.